# Eupithecia amplior
Eupithecia amplior là một loài bướm đêm trong họ Geometridae.